# Белая Церковь (Витебская область)
Белая Церковь (бел. Белая Царква) — деревня в Чашникском районе Витебской области Белоруссии. Входит в состав Лукомльского сельсовета.

## Расположение
Деревня Белая Церковь расположена на юго-западе Витебской области на берегу Черейского озера, в пределах Лукомльской возвышенности. Также с севера к деревне примыкает озеро Чёрное.
Неподалеку расположен заказник «Зелёная ляда», представленный чистым древостоем дуба обыкновенного.
Расстояние (по дорогам) до районного центра — города Чашники составляет 31 км, до Витебска — 104 км, до Минска — 171 км.

## История

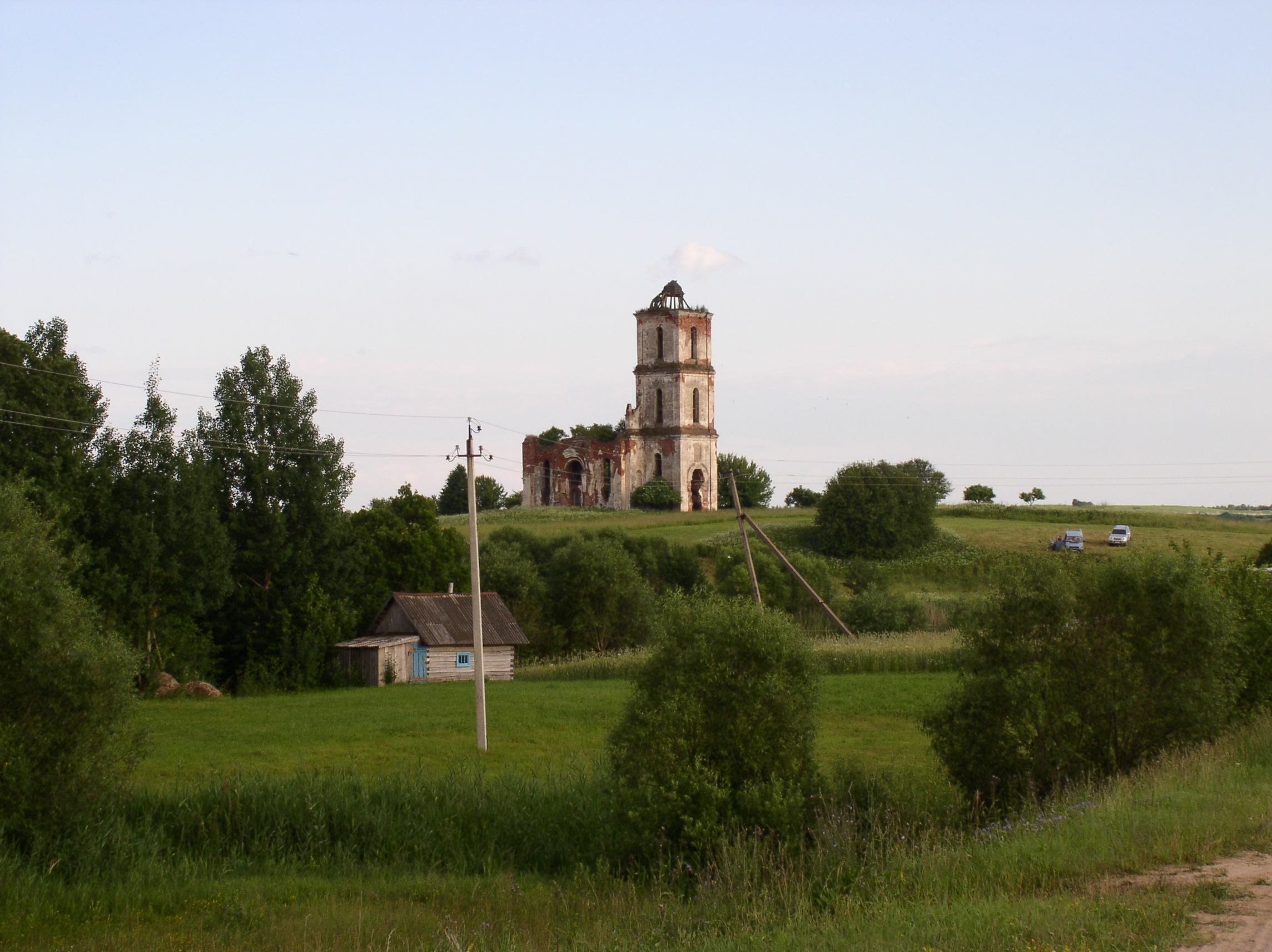
Руины Троицкой церкви

Название происходит от местного названия Троицкой церкви, построенной в 1599 г. на острове озера Галавль (теперь здесь полуостров, и озеро называется Черейское) канцлером ВКЛ Львом Сапегой.
Деревня известна с XVI века. В древности была небольшой — дома церковного старосты, псаломщика, священника и др. Но про неё знали далеко за пределами Черейского графства, так как паломники из разных городов и деревень шли молиться в Белую (Троицкую) церковь. Руины церкви остались до наших дней.
Село и землю в 1869 году приобрел коллежский асессор православного вероисповедания Леонтий Иванов. Ему принадлежали 469 десятин земли, 44 десятин леса, 73 десятин пахотной земли, 20 десятин луга. Годовой доход составлял: от озера — 250 руб., таверны — 150, сада — 140 руб. До революции рядом располагалась барская усадьба.
Накануне 2-й мировой войны в селе насчитывалось 28 дворов, 98 жителей. 10 жителей погибли на фронте. На 1 января 1996 г. 20 дворов, 29 жителей. Относится к совхозу «Черея».

## Транспорт
Недалеко от деревни проходит республиканская автодорога Р62 (Чашники — Кличев — Бобруйск).

## Достопримечательности
- Руины Троицкой церкви (XVI в.) — уникального памятника раннего барокко.